# Konysko
Konysko (en macédonien Коњско) est un village du sud-est de la Macédoine du Nord, situé dans la municipalité de Resen. Le village ne comptait aucun habitant en 2002. 